# Грей, Реджинальд
Реджинальд Грей (англ. Reginald Gray; 1930, Дублин — 29 марта 2013, Париж) — ирландский художник-портретист.

## Жизнь и творчество
В 1953 году он поступает в Национальный колледж искусств и дизайна в Дублине, затем учится у Сесила Ф. Салкельда в Королевской Гибернийской академии. После окончания учёбы Р.Грей работает художником-оформителем для театров Пайка и Гейт в Дублине, а также Театра лирики в Лондоне (Lyric Theatre). С 1957 года Р. Грей постоянно живёт в Лондоне и присоединяется к художественному движению конца 1950-х — начала 1960-х годов «лондонской школы», которое возглавляли тогда Фрэнсис Бэкон, Люсьен Фрейд и Франк Ауэрбах.
В 1960 году Р.Грей пишет портрет Ф.Бэкона, приобретённый лондонской Национальной портретной галереей. Затем он создаёт портреты известных писателей, художников и музыкантов современности: С. Беккета, Б. Биэна, Жака Бреля, Жюльетт Бинош, Р. Эверетта, А. Джакометти, Ж.-П. Сартра, Г. Пинтера. Первая персональная выставка живописца прошла в 1960 году и галерее Эббот и Холдер, в Лондоне. В 1962—1964 годах он живёт во Франции, в Руане, а затем переезжает в Париж, где работает вплоть до своей кончины в 2013 году. В 1993 году в Париже проходит организованная ЮНЕСКО большая ретроспективная выставка произведений Р.Грея. В феврале 2002 года художник принимается в члены Американского общества портретистов (American Society of Portrait Painters). В 2006 году за картину Белая блуза (La Blouse Blanche) ему присуждается во Флоренции премия Сандро Боттичели.

## Галерея

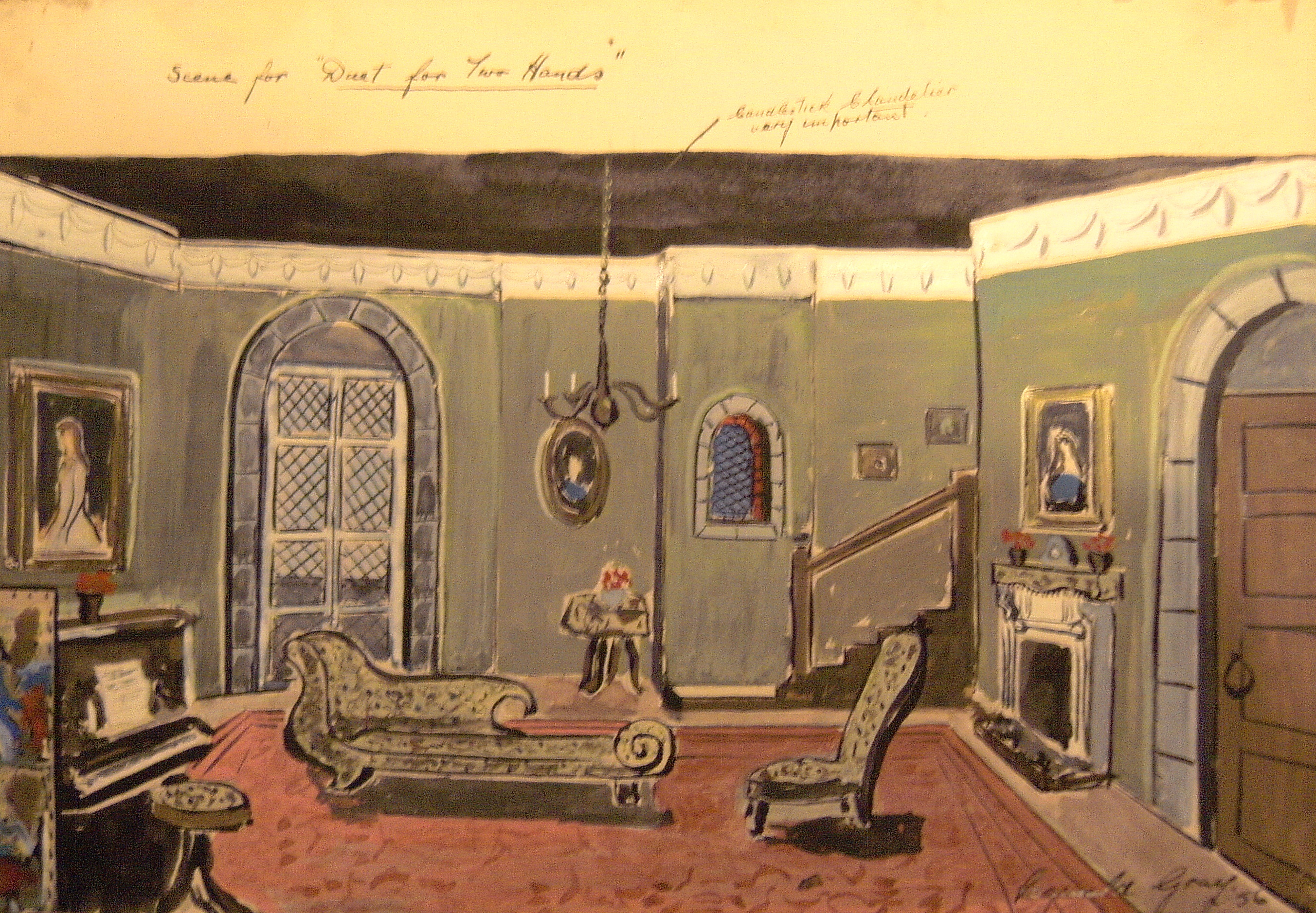
Театральная декорация Дуэт для двух рук по пьесе Мэри Хейли Белл, Дублин 1956
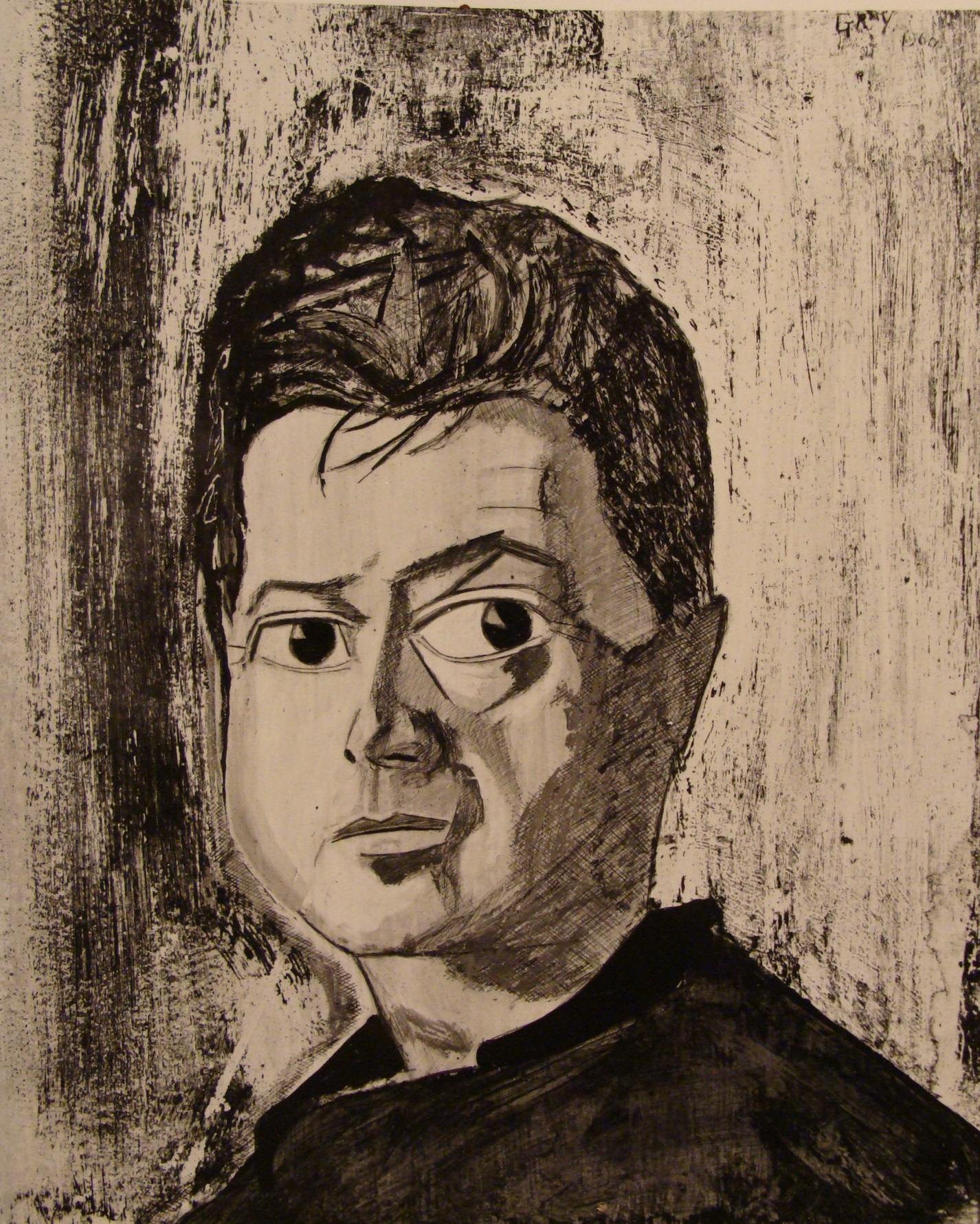
Портрет Фрэнсиса Бэкона, 1960, Национальная портретная галерея, Лондон
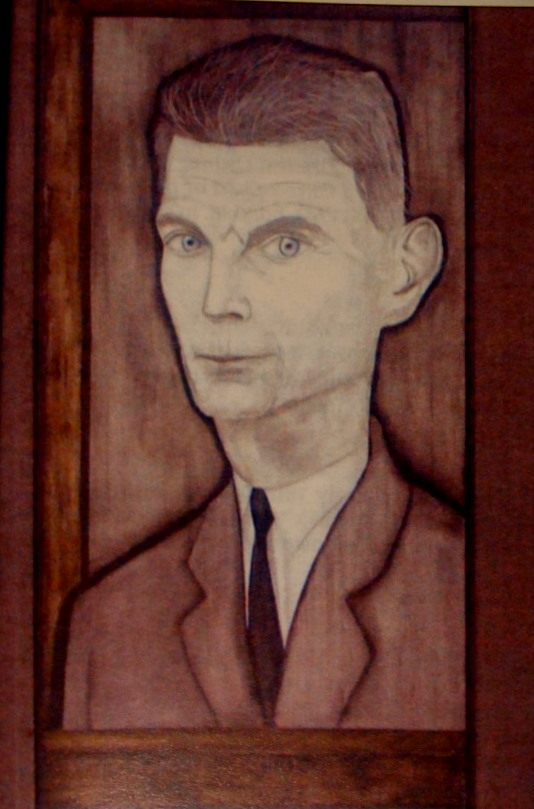
Портрет Сэмюэля Бекетта, 1961
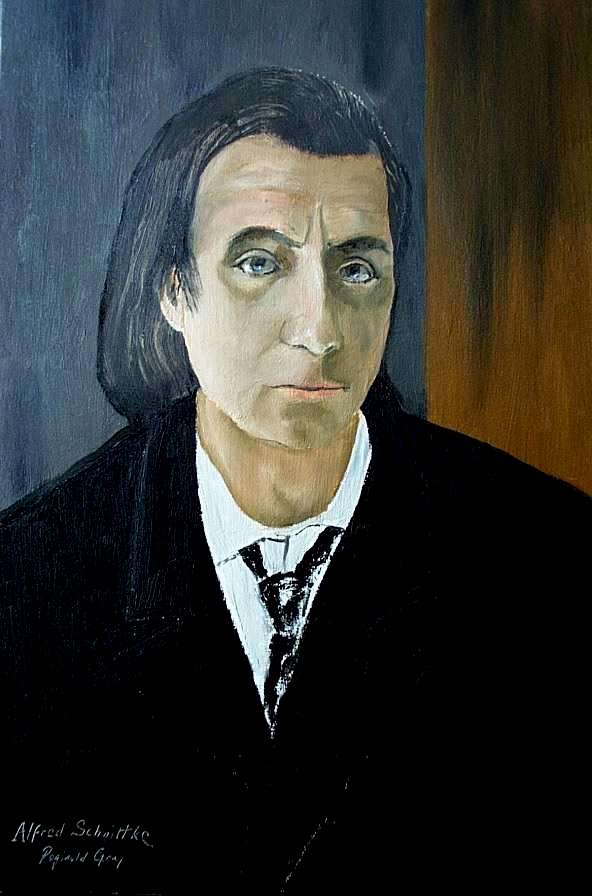
Портрет Альфреда Шнитке, 1972
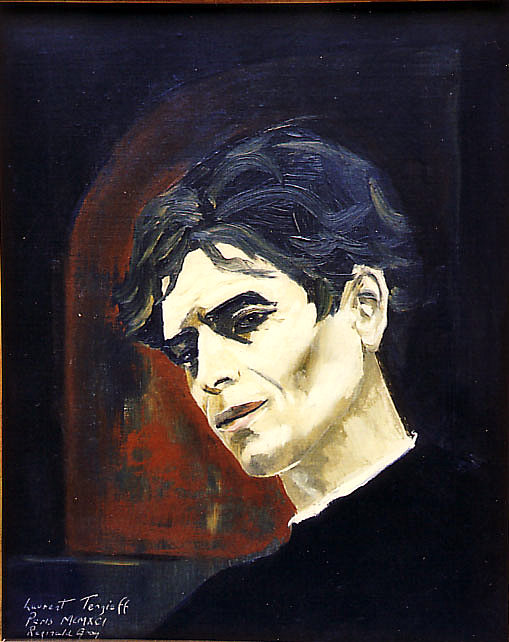
Портрет Лорана Терзиеффа, 1981
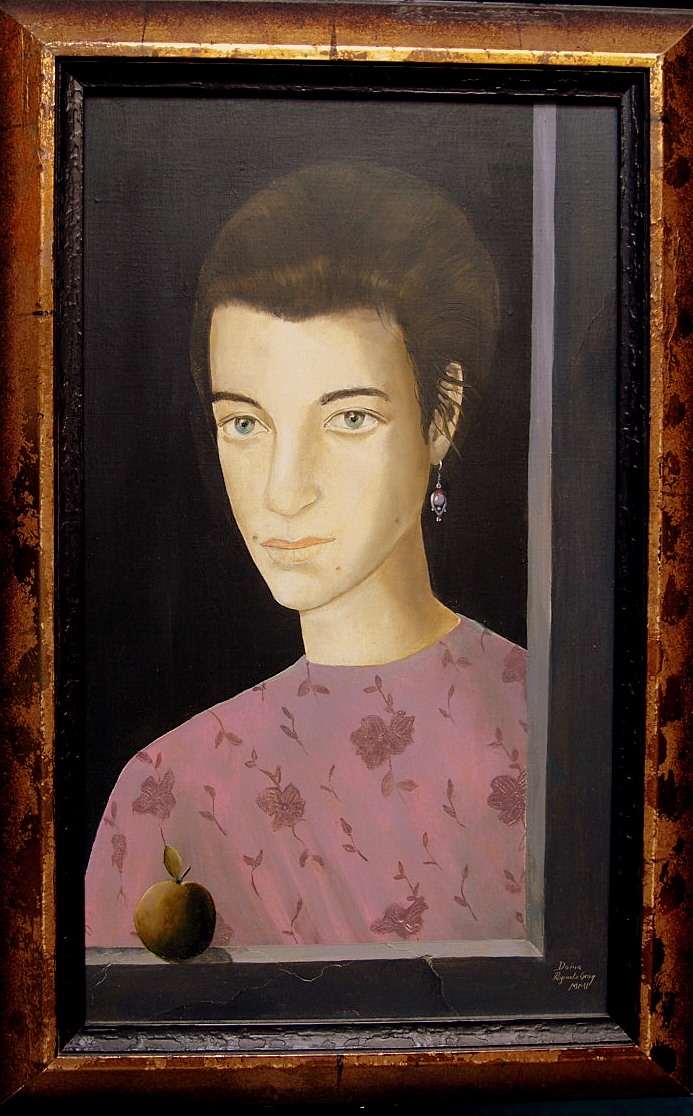
Портрет Дойны, 2001
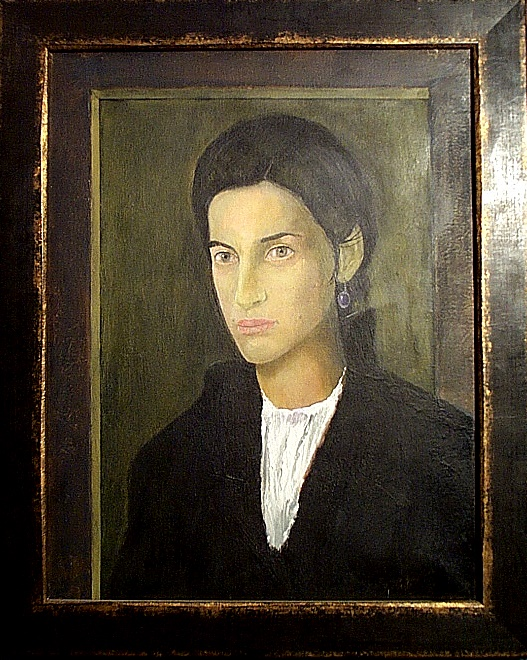
Белая блуза
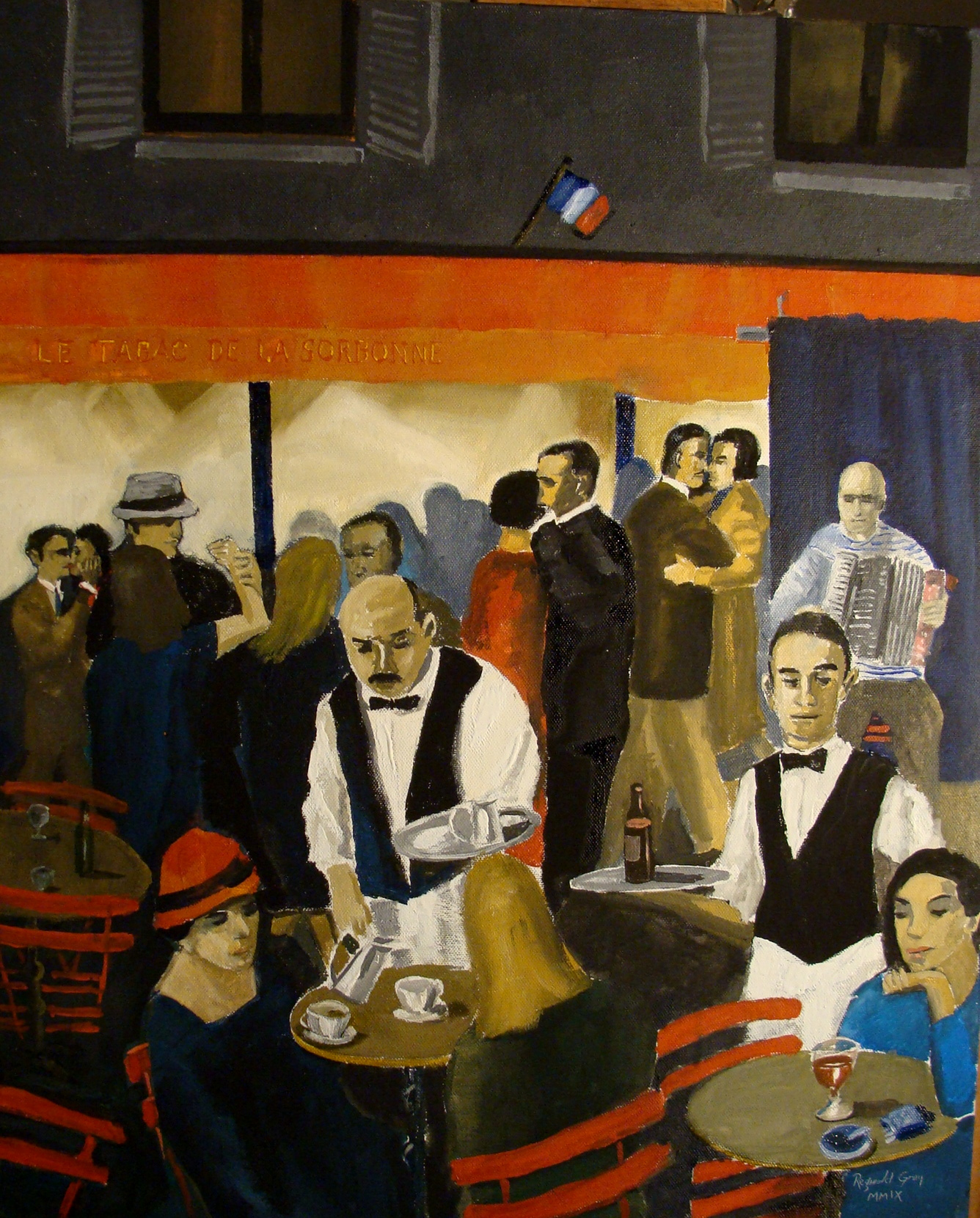
14 июля. Париж
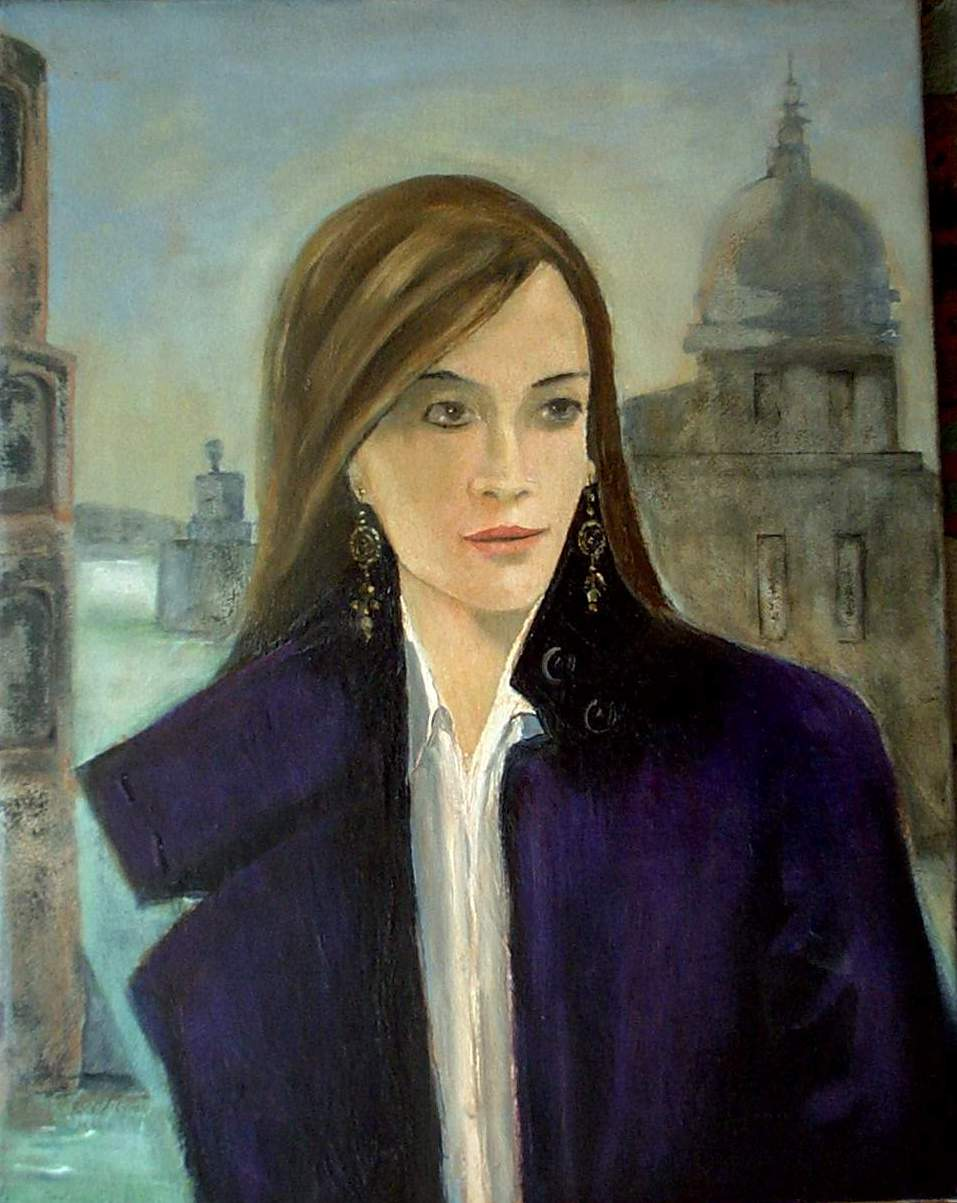
Венецианка
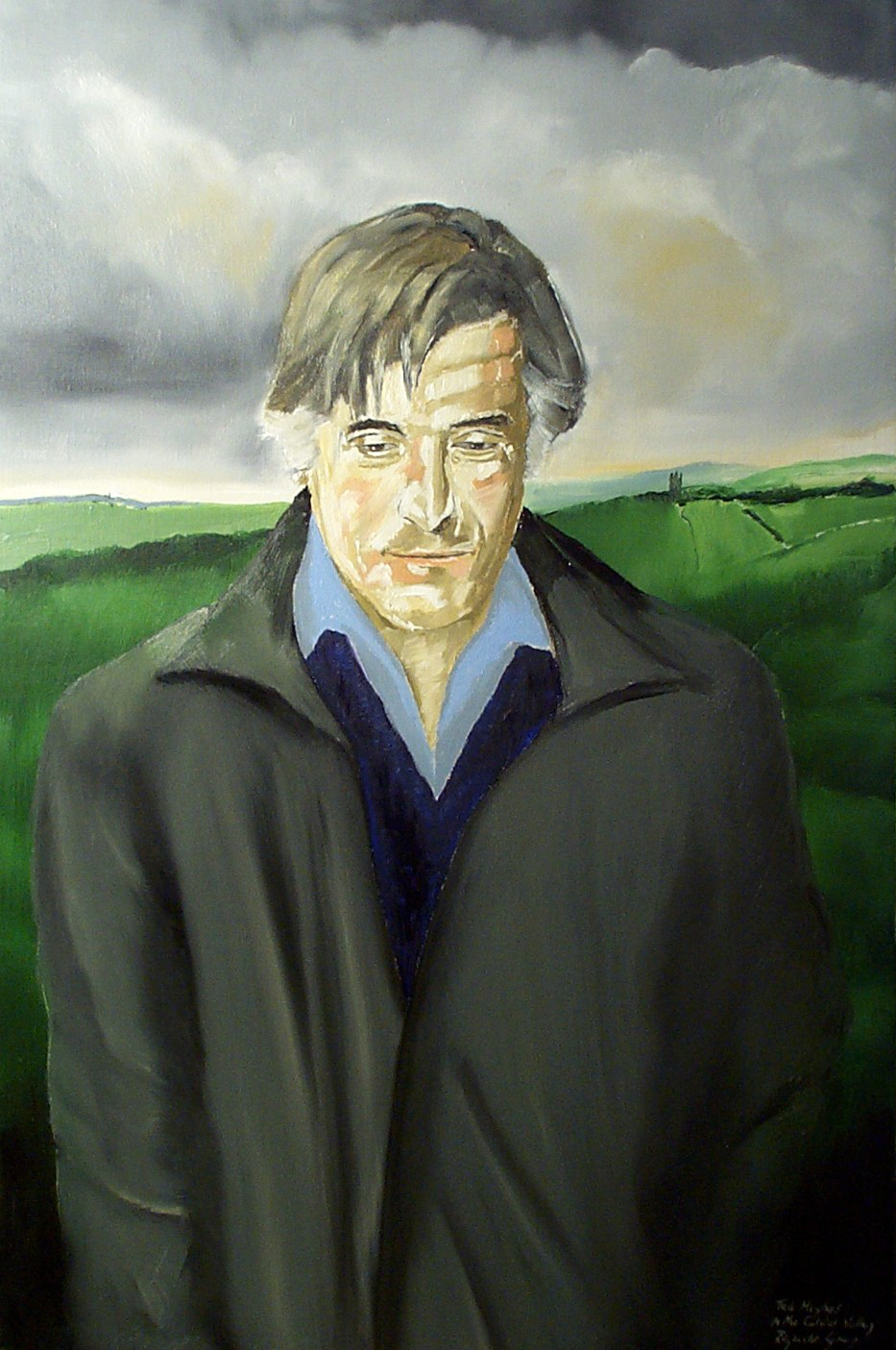
Портрет поэта Теда Хьюза, 2004

## Дополнения
- Официальный сайт художника
- Фильм: Reginald Gray: Portrait of a Portrait Artist 2001. Response Entertainment Inc., New York. Победитель в группе документальных фильмов на Telluride Film Festival, 2001